# REXX
REXX (angleško REstructured eXtended eXecutor) je tolmačeni programski jezik, ki je bil razvit pri podjetju IBM. REXX je bil zasnovan kot skriptni programski jezik, ki bi bil preprost za učenje in programi pisani v REXXu lahko berljivi. Uveljavil se je predvsem na operacijskih sistemih za mainframe računalnike kot so z/VM, z/VSE in  z/OS.
Obstajajo pa tudi različice za operacijske sisteme Windows , Unix , Linux, DOS, OS/2, Amiga ter celo za Palm OS.